# Put Me In Your Mix
Put Me in Your Mix es el decimoctavo álbum de estudio del cantante, compositor y productor estadounidense Barry White, lanzado el 8 de octubre de 1991 por la compañía discográfica A&M y el 21 de octubre de 1991 fue lanzado internacionalmente. Contemplado como un regreso a la forma, era este el segundo álbum de White tras su vuelta a la relevancia musical, el cual contiene el sencillo Put Me In Your Mix y que fue todo un éxito. El disco muestra por primera vez un estilo contemporary R&B el cual despliega una instrumentación electrónica, y particularmente, la presencia de Linn Drum combinada con los arreglos orquestales tradicionales de White. Glodean White ofreció su voz para los coros, e Isaac Hayes cantó un dueto con White titulado Dark and Lovely (You over There). El álbum llegó a la posición #98 en la lista Billboard Hot 100 y al número #8 de la lista Billboard top R&B albums.

## Track listing
| Side one |                                                            |          |  |
| N.º      | Título                                                     | Duración |  |
| 1.       | «Let's Get Busy»                                           | 4:44     |  |
| 2.       | «Love is Good with You»                                    | 6:10     |  |
| 3.       | «For Real Chill»                                           | 5:49     |  |
| 4.       | «Break it Down with You»                                   | 6:24     |  |
| 5.       | «Volare»                                                   | 5:45     |  |
| 6.       | «Put Me in Your Mix»                                       | 7:35     |  |
| 7.       | «Who You Giving Your Love To»                              | 5:26     |  |
| 8.       | «Love Will Find Us»                                        | 7:07     |  |
| 9.       | «We're Gonna Have it All»                                  | 5:55     |  |
| 10.      | «Dark and Lovely (You over There) (dueto con Isaac Hayes)» | 10:05    |  |

International bonus track
11. "Sho' You Right" [Remix] – 8:02
- Datos: Q62006271